# 짧은꼬리친칠라
짧은꼬리친칠라(Chinchilla chinchilla)는 친칠라과에 속하는 설치류의 일종이다. "볼리비아친칠라", "페루친칠라", "로얄친칠라"로도 불린다. "멸종위기종"으로 분류한다. 아르헨티나와 칠레, 페루 그리고 볼리비아의 안데스산맥에서 발견된다. 고급 모피를 얻기 위해 포획되기 때문에 개체수가 크게 줄어들고 있다.

## 특징
몸길이는 28~49cm이고 몸무게는 약 1.1~1.4kg이다. 짧은 앞발과 길고 강력한 뒷발을 갖고 있어서 잘 기어오르거나 뛰어오를 수 있다. 두꺼운 목과 어깨를 갖고 있으며 근연종 긴꼬리친칠라보다 꼬리가 짧다.

## 생태
야생에서 짧은꼬리친칠라는 바위 아래 또는 은신처 땅 아래에 굴을 판다. 주로 추운 기후 지역에서 살기 때문에 무성한 털을 갖도록 적응했다. 주로 식물을 먹는다. 군집 생활을 하는 동물로 떼를 지어 생활한다. 한번에 한 두마리의 새끼를 낳는다.

## 상업화
아주 세련되고 밀도가 높으며 모피 산업에서 수요가 높은 모피를 얻기 위해 친칠라를 대량으로 사육했다. 1829년에 상업적 사냥이 시작되어, 미국과 유럽에서 증가하는 모피와 가죽 수요때문에 년간 약 50만 벌에 이를 정도로 매년 증가했다. 그러나 지속적이고 격렬한 친칠라 사냥은 지속가능하지 않았고 1917년까지 경제적으로 멸종된 것으로 간주될 때까지 친칠라 개체수가 감소했다. 친칠라 사냥은 1929년에 불법화되었지만, 1983년까지 법 집행은 효과를 발휘하지 못했다.

## 보전 상태
닥쳐오는 짧은꼬리친칠라의 멸종 우려때문에 1890년 칠레에서 보전 조치가 시행되었다. 그러나 이러한 조치는 성공하지 못했다. 1910년 칠레와 볼리비아, 아르헨티나, 페루 사이의 조약은 친칠라의 사냥과 상업화를 금지하기 위한 첫 국제적 노력을 이끌었다. 유감스럽게도 이런 노력은 급격한 가격 상승을 일으켰고, 좀더 지속적인 개체수 감소를 초래했다. 1929년 칠레에서 처음으로 성공적인 보호법이 통과되었다. 현재 국제 자연 보전 연맹(IUCN)이 칠레에서 짧은꼬리친칠라와 긴꼬리친칠라를 "멸종위기종"으로 지정하고 있다. 친칠라는 우리 환경 속에서 성공적인 번식을 하고 있기 때문에 야생에서는 이제 사냥이 덜 이루어진다.